# Obsjtina Kuklen
Obsjtina Kuklen (bulgariska: Община Куклен) är en kommun i Bulgarien.   Den ligger i regionen Plovdiv, i den centrala delen av landet, 140 km sydost om huvudstaden Sofia.
Följande samhällen finns i Obsjtina Kuklen:
- Kuklen